# Trophon bahamondei
Trophon bahamondei is een slakkensoort uit de familie van de Muricidae. De wetenschappelijke naam van de soort is voor het eerst geldig gepubliceerd in 1982 door McLean & Andrade.